# Vickers Nunatak
Il Vickers Nunatak è un massiccio nunatak, cioè un picco roccioso isolato, situato nella parte superiore del Ghiacciaio Shackleton, circa 20 km a sudest del Monte Black, nei Monti della Regina Maud, in Antartide.
La denominazione è stata assegnata dal gruppo sud della New Zealand Geological Survey Antarctic Expedition (NZGSAE) (1961–62) in onore di Eric Vickers, operatore radio alla Base Scott, che rimase in contatto pressoché giornaliero con i membri del gruppo sud durante i tre mesi in cui essi svolsero attività di ricerca nella zona.